# Championnats d'Afrique de plongeon
Les Championnats d'Afrique de plongeon sont une compétition de plongeon organisée tous les quatre ans par Africa Aquatics depuis 2019.
Les deux premières éditions ont à chaque fois servi de qualification pour les Jeux olympiques de l'année suivante,.

## Éditions
| Année | Édition     | Lieu                   |
| ----- | ----------- | ---------------------- |
| 2019  | Ire édition | Durban, Afrique du Sud |
| 2023  | IIe édition | Durban, Afrique du Sud |